# Caso Margüello
El caso Margüello se basa en los contratos supuestamente ilegales firmados a partir de 1996 entre la sanidad pública vasca y empresas ligadas a tres médicos que los firmaron. Debe su nombre a uno de estos médicos, el doctor  José Carlos Margüello, entonces jefe de la Unidad de Calidad del Hospital de Cruces, perteneciente a Osakidetza - Servicio Vasco de Salud. Este opinó que el caso debe resolverse en los tribunales.
Según informaciones en prensa, Margüello habría recibido comisiones de hasta un 30% sobre intervenciones realizadas por su empresa a pacientes en lista de espera de Osakidetza.
En abril de 2012 La Justicia ha dado carpetazo a la principal acusación sobre la que el Gobierno de Patxi López ha edificado el conocido como caso Margüello. El titular del Juzgado de Instrucción número 7 de Bilbao ha sobreseído la denuncia interpuesta por la Fiscalía de la Audiencia de Vizcaya contra el exdirector de Sanidad de ese territorio. El Ministerio Fiscal le acusó de prevaricación por la autorización otorgada en el año 2006 a la empresa Gestión de Servicios Sanitarios XXI, vinculada al exjefe de Calidad del hospital de Cruces, José Carlos Margüello.s 
En 2018 la Audiencia Provincial de Vizacaya y en 2020 el Tribunal Supremo ratificó la  condena con pequeñas rebajas de pena  a los tres principales acusados Marguello, Elorriaga y Nieves Fernández por delitos de  prevaricación a penas de inhabilitacion que quedaron definitivamente fijadas en 5 años y 3 meses a Marguello, 8 años a Elorriaga y 3 años y 6 meses a Fernandez.

## Empresas implicadas
Las empresas implicadas en las supuestas contrataciones irregulares (1996-2009) son las siguientes:
- Medical Dom S.L.: contratos por 25'6 millones de euros para asistencia médica urgente a domicilio en toda la comunidad. Estos contratos suponen alrededor de la mitad del negocio declarada por la empresa en los últimos años.
- Gestión de Servicios Sanitarios XXI: intermediaria en los contratos y gestión de la derivación de pacientes en listas de espera.
- La UTE (Unión Temporal de Empresas) formada por Gestión de Servicios Sanitarios XXI, Rehabilidom y Clínica Indautxu.
- Progenika Biopharma: subvencionada con 3'5 millones de euros por la Consejería de Industria, y contratos con Osakidetza por valor de 715.000 euros ignorando el procedimiento administrativo por ser "la única empresa que fabrica el material requerido". Presidida por Juan Miguel Retolaza, militante del PNV. Inauguró en enero de 2010 un centro de I+D.[3]

## Personajes
Médicos implicados:
- Dr. José Carlos Margüello Amblar, médico exjefe de la Unidad de Calidad del Hospital de Cruces y apoderado de Gestión de Servicios Sanitarios XXI y Medical Dom, de la que es también fundador y presidente. Suspendido por falta disciplinaria muy grave. Según registros mercantiles, ocupa 27 cargos en 17 empresas, siendo presidente de cuatro de ellas, consejero de 9 y apoderado de 8. Estas empresas son de servicios sanitarios en su mayoría (Medical Dom, Hospidom, Medical Prevención, Sodime 98, Gestlab 98, Progenika Biopharma, Análisis Clínicos Ru, Recard 2000, Bilbao Medical Fitness, Rehabilidorm, Bilbao Laser Vision, Sersanit), así como hostelería, tratamiento de suelos, fincas, tratamiento de suelos, etc. En muchos casos, la plantilla se reduce oficialmente a uno o dos empleados.[4]
- Un médico del Ambulatorio de Bombero Etxaniz de Bilbao y otro médico del Ambulatorio de Recalde (en excedencia desde 2006) tuvieron cargos en Medical Dom y fueron investigados por supuestas irregularidades, aunque finalmente la apertura de expediente fue archivada al no detectarse "que hayan realizado actividad susceptible de iniciar un proceso administrativo de carácter sancionador"[5] por parte del Servicio Vasco de Salud.

Cargos públicos durante los hechos:
- Gabriel Inclán (PNV), entonces consejero de Sanidad y amigo de Margüello.

- José Ramón Elorriaga, entonces director territorial de Sanidad en Vizcaya: En abril de 2012 El juez archiva la causa contra José Ramón Elorriaga (enlace roto disponible en Internet Archive; véase el historial, la primera versión y la última).. De esta forma La justicia "no ve" delito de prevaricación de Elorriaga en los contratos a Margüello. El titular del Juzgado de Instrucción número 7 de Bilbao ha sobreseído en abril de 2011 la denuncia interpuesta por la Fiscalía de la Audiencia de Vizcaya contra el exdirector de Sanidad de ese territorio Elorriaga. El juez Urko Giménez Ortiz de Zárate establece en el auto de sobreseimiento que las diligencias practicadas y, especialmente, la documentación que aportó Elorriaga "ofrecen datos suficientes para considerar que no puede justificarse de modo suficiente la perpetración del delito denunciado". Elorriaga afirmó: "No espero que me pidan perdón"

Cargos públicos actuales (2010):
- Rafael Bengoa (PSE), consejero de Sanidad.
- Jesús María Fernández (PSE), viceconsejero de Sanidad.
- Xabier Elexpe, jefe de Inspección Médica e instructor del expediente a Elorriaga.
- Laura Garrido (PP), presidenta de la comisión de investigación parlamentaria sobre el caso.

## Acusaciones
Entre 1996 y 2009, estas empresas recibieron 33'5 millones de euros en contratos con Sanidad y Osakidetza. Según la resolución del Tribunal Vasco de Cuentas Públicas y las declaraciones ante la comisión parlamentaria de Jesús María Fernández, actual (2010) viceconsejero de Sanidad, 28 millones corresponden a contratos con graves irregularidades:

- Incompatibilidades de los médicos firmantes.
- Procedimientos de contratación irregulares.
- Incrementos tarifarios injustificados.
- Varias prórrogas otorgadas.

Según Fernández: "A mi juicio, hay una intencionalidad de crear un monopolio. (...) Estamos hablando de 14 años en los cuales no ha habido prácticamente concurrencia en los concursos".
Según Inclán, la resolución del TVCP era previsible, ya que está compuesto por dos consejeros nombrados por el PSE, dos por el PP, y tres por el PNV (el PSE gobierna con el apoyo del PP). 

### Incompatibilidades
Los tres médicos implicados firmaron contratos a pesar de que sus cargos creaban incompatibilidades para realizarlos. Según el TVCP, las incompatibilidades se deberían a trabajar al mismo tiempo para estas empresas y Osakidetza; según Fernández, se deberían a ser accionistas de ellas.

### Procedimientos de contratación
Según el TVCP, las contrataciones se hicieron de forma directa y sin respetar "los principios de publicidad y concurrencia", por procedimientos de emergencia. El procedimiento de contratación por el que se contrató con la UTE fue modificado, pasando de ser por concurso público a ser un procedimiento negociado. Elorriaga, entonces director territorial de Vizcaya, lo justificó en la comisión parlamentaria por las necesidades del plan de reducción de listas de espera que se llevó al parlamento en 2007, alegando que se hizo porque otras empresas estaban saturadas de trabajo y carecían de recursos para prestar estos servicios.
Además, la autorización de funcionamiento expedida por la Dirección Territorial de Sanidad de Vizcaya para Gestión XXI en 2006 ha sido declarada nula de pleno derecho por la Comisión Jurídica Asesora (Cojua) al tener errores irreparables por carecer de procedimiento alguno, y por no cumplirse además por parte de la empresa los requisitos necesarios. Esta autorización se basó en un informe del Director de Régimen Jurídico del gobierno, emitido el 14 de junio; pero la resolución de la dirección territorial fue aprobada antes, el 9 de junio, mismo día en que se solicitó, teniendo en cambio como fecha de salida el día 19.
Elorriaga solicitó amparo al Ararteko, ante la indefensión sufrida, ya que desde el Gobierno vasco nunca se le ofreció el trámite de audiencia. También mostró su desacuerdo sobre aspectos de las investigaciones y su tratamiento informativo que, en su opinión "afectaron a su derecho al honor y a la presunción de inocencia".
En la Resolución del 5 de julio de 2011, el Ararteko pone en cuestión los indicios que usó Sanidad para alentar el "caso Margüello". Iñigo Lamarca, censura la filtración de informaciones de "orden interno" relativas al conocido como caso Margüello y que han acabado publicadas en los medios de comunicación. Pero también lanza un ataque de calado al poner en duda "el grado de contundencia de los indicios de irregularidades existentes", que llevó al departamento a remitirlos a la Fiscalía al percibir una presunta prevaricación. El Ararteko establece que, "en una fase prolongada en el tiempo en la que únicamente han existido diligencias, investigaciones e informes internos, donde no ha existido proceso contradictorio ni por tanto existe resolución administrativa ni sentencia condenatoria, la presunción de inocencia y el derecho al honor del interesado -en alusión a Elorriaga- deberían haber merecido una mejor protección, limitando la información que se ha facilitado". La resolución también sostiene que, en una situación en que "las informaciones internas que no han podido ser contrastadas por el imputado, el traslado a la opinión pública de una determinada versión de los hechos puede generar la sensación de que se realiza un juicio paralelo". Como consecuencia de todo lo anterior, el Ararteko recomienda al Departamento de Sanidad que incorpore "mecanismos de control" para que, al facilitar "la información que se juzgue necesaria para la sociedad por su relevancia pública", palíe la afección a los derechos individuales tanto como sea posible.
El Ararteko pone en duda la fortaleza de los indicios de irregularidades del 'caso Margüello'
El Ararteko pone en cuestión los indicios que usó Sanidad para alentar el "caso Margüello"

### Incrementos tarifarios injustificados
Las tarifas se incrementaron de forma injustificada.
En el caso de Medical Dom, aumentó algunas tarifas hasta el 19%, sin existir una resolución "que aprueba los precios abonados". Según la prensa, el contrato inicial era de 1'25 millones, incrementándose a 1'56, 1'74, 1'77, 2'1, 2'18 y 2'67 en los siguientes años, prorrogándose en 2008. Así, desde su firma hasta 2008 el importe ha aumentado en un 130%
La UTE, por su parte, ha superado en 175.000 euros las tarifas máximas.
Los incrementos de tarifas fueron revisados por las delegaciones territoriales. En tres de los ocho casos analizados, se habrían debido a las subidas salariales en Osakidetza por la introducción de la carrera profesional, ya que al cobrar más los médicos, Medical Dom se veía obligada a ofrecerles más dinero.

## Sanciones
El 15 de junio de 2010 la dirección del Hospital de Cruces decide suspender de funciones durante 6 años a Margüello por falta disciplinaria muy grave al considerar que violó incompatibilidades, beneficiándose así económicamente e incumpliendo su horario laboral. Por ello, queda inhabilitado para trabajar para la administración pública o cualquier entidad dependiente de ella durante ese tiempo, perdiendo por tanto su trabajo en el hospital.

## Archivo de parte del caso
El 15 de abril de 2011 el titular del Juzgado de Instrucción número 7 de Bilbao sobreseyó la denuncia interpuesta por la Fiscalía de la Audiencia de Bizkaia contra el exdirector de Sanidad de ese territorio, José Ramón Elorriaga. 
En el mes de abril de 2012 la Audiencia Provincial de Vizcaya ratificó con sobreseimiento provisional de las diligencias abiertas contra el ex director de Sanidad José Ramón Elorriaga, por un presunto delito de prevaricación. El juez estableció en el auto de sobreseimiento que las diligencias practicadas y, especialmente, la documentación que aportó Elorriaga "ofrecen datos suficientes para considerar que no puede justificarse de modo suficiente la perpetración del delito denunciado". 
El juez también rechazóla pretensión del Ministerio Fiscal de añadir al procedimiento los documentos que tenía la comisión parlamentaria sobre el caso, así como una resolución firmada por el entonces viceconsejero de Sanidad, Rafael Cerdán.
- El juez archiva la causa contra Elorriaga y desmonta la pieza clave del 'caso Margüello'

- Confirmado el archivo de la primera denuncia del 'caso Margüello'

"No espero que me pidan perdón" (enlace roto disponible en Internet Archive; véase el historial, la primera versión y la última).